# Omar Badarneh
Omar Badarneh (arabisch عمر بدارنة; * 30. April 2007) ist ein palästinensisch-jordanischer Fußballspieler.

## Karriere

### Verein
Badarneh begann seine Karriere beim FC Stadlau. Im September 2015 wechselte er zum First Vienna FC. Im Oktober 2018 schloss er sich dem SK Rapid Wien an. Bei Rapid durchlief er ab der Saison 2021/22 auch sämtliche Altersstufen in der Akademie.
Im Mai 2025 debütierte er für Rapids Zweitmannschaft in der 2. Liga, als er am 28. Spieltag der Saison 2024/25 gegen den FC Liefering in der 89. Minute für Nicolas Bajlicz eingewechselt wurde.

### Nationalmannschaft
Badarneh spielte 2022 für die palästinensische U-17-Auswahl.